# 石亨
石亨（？—1460年），渭南（今屬陝西）人，明朝軍事將領。

## 生平
石亨繼承父職，因功升任寬河衛指揮僉事，善騎射。正統中累遷都督同知，充參將，輔佐朱冕鎮守大同，后晋升都指揮使、都督僉事，接連擊敗兀良哈入侵。正統十四年，與都督僉事馬麟巡僥塞外，并在箭豁山擊敗兀良哈，晋升都督同知。當時邊將中首推楊洪、其次為石亨。同年秋，也先入侵，石亨與西寧侯宋瑛、武進伯朱冕等在陽和口大戰而敗，宋瑛、朱冕戰死，石亨單騎奔還，后被降职，募兵以自效。
郕王監國時，兵部尚書于謙舉薦，召回掌五軍營，進右都督，后封武清伯。也先逼近京師時，命其與都督陶瑾等九位將領，分別守衛順天府九門。其中正北的德勝門首當其衝，特命其鎮守，于謙則擔任監軍。也先率先進攻彰義門，都督高禮等阻卻；隨後轉到德勝門外，石亨聽從于謙命令，設伏兵誘擊，瓦剌死傷甚多。之後蒙古軍轉而圍攻孫鏜的西直門外，而石亨親自率大軍救援。雙方相持五日，瓦剌撤軍。京師保衛戰獲勝，論功石亨為多，晋升武清侯。
景泰元年，命佩鎮朔大將軍印，帥京軍三萬人，巡哨大同，并擊潰地方入寇。同年秋，予世襲誥券，景帝易儲后，加封太子太師。于謙設立團營，命石亨擔任提督，仍然擔任總兵官。景泰八年，石亨在榻前受命，見景帝病重，與張軏、曹吉祥等謀立明英宗。奪門之變后，明英宗復辟，石亨因首功，進封為忠國公，眷顧特異，言無不從。因奪門之變而獲得官職者達四千餘人，而此前兩京官署，均被調換。之後其貪污受賄，勢焰熏灼。
景帝時，为感激于谦的知遇之恩，他向皇帝请求封赏谦子于冕，于謙斥为徇私，竟與于謙交惡。天順元年（1457年）正月，因私憾杀于谦、范廣等。同年五月，杨瑄、张鹏等十七位御史上书弹劾曹吉祥、石亨，被石亨、曹吉祥诬陷为“结党排陷”，杨瑄、张鹏等人入狱。右都御史耿九畴、副都御史罗绮被石亨诬陷为主使，下狱贬官。
石亨每日均進諫，屢次干預朝政。久之，英宗不能忍受，對內閣大臣李賢諮詢，李賢則請獨斷。於是要求總兵官等不得頻繁召見。石亨曾經在其祖墓上立碑，后工部發現舉報，明景帝責令部署，仍然命石亨自立，石亨營建房第超過王府。天順三年，其侄石彪欲鎮守大同，后被發覺，下詔獄詢問，得繡蟒龍衣及違式寢床諸不法事，當死罪，於是籍石彪家。當時正朝議革除奪門之變功勳，於是追問石亨黨羽。天順四年（1460年）石亨大肆培植黨羽，干預朝政。明英宗不能忍受，罷其職，得罪瘐死獄中，盡誅其黨羽。後又以家屬不軌，下詔獄，坐謀叛律斬，沒其家資。此為曹石之變。
石亨妻是武安侯郑宏妹。

## 相關內容
- 京師保衛戰
- 奪門之變
- 曹石之變